# Badis (film)
Pour les articles homonymes, voir Badis.
Pour plus de détails, voir Fiche technique et Distribution.
Badis ( باديس) est un film marocain réalisé par Mohamed Abderrahman Tazi en 1988.

## Synopsis
À l'ombre de la presqu'ile forteresse de Badis, enclave espagnole en territoire marocain. Un instituteur se fait muter volontairement de Casablanca pour mieux surveiller son épouse Touria. Il la séquestre à la maison, mais celle-ci se lie d'amitié avec Moira, une jeune fille du village mi-marocaine mi-espagnole. Les deux femmes se sentiront prisonnières et tenteront de fuir.

## Fiche technique
- Titre original : Badis  باديس
- Réalisation : Mohamed Abderrahman Tazi
- Scénario :
  - Farida Benlyazid
  - Nour Eddine Saïl
- Société(s) de production : 
  - ATA (Maroc),
  - RTVE (Espagne)
- Pays d'origine :  Maroc
- Langue : arabe marocain
- Genre : Fiction
- Durée :  92 minutes
- Date de sortie :
  -  1988

## Distribution
- Jillali Ferhati
- Aziz Saâdallah
- Maribel Verdu
- Bachir Skiredj
- Zakia Tahiri Bouchaâla
- Naima Lemcherki

## Récompenses
- Le deuxième prix à la 4e Rencontre du cinéma africain à Khouribga 1990 (Maroc).
- Prix de la meilleure réalisation au Festival des Journées Cinématographiques de Carthage 1990 (Tunisie).
- Mention spéciale au Festival national de Locarno en Suisse 1990.
- Prix de la meilleure réalisation au 3e Festival national du film à Meknes (1990).
- Mention spéciale du jury au premier Festival du cinéma africain à Milan 1990 (Italie)[1].

## Tournage
Le film a été tourné sur la presqu'île de Peñón de Vélez de la Gomera.